# 擁有林心如
《擁有林心如》是台湾女歌手林心如的第一张新歌加精選專輯，亦是林心如與新亞洲娛樂集團合作的最後一張專輯。收錄2首新歌及12首舊作，於2004年10月1日發行。

## 歌曲列表
1. 愛一個人快樂（新歌）
2. 放心一博（新歌）
3. 半生緣（電視劇《半生緣》主題曲）
4. 雲深深雨濛濛
5. 擦身而過（電視劇《半生緣》片尾曲）
6. 投懷送抱
7. 愛再靠近一點（電視劇《半生緣》插曲；與湯鈞禧合唱）
8. 夜宿蘭桂坊
9. 冬眠地圖
10. 新浪漫
11. 一百八十分鐘零七秒
12. 採心
13. 笑話
14. 生死相許（香港神雕俠侶漫畫主題曲）